# Titularbistum Citrus
Citrus (ital.: Citro) ist ein Titularbistum der römisch-katholischen Kirche.
Es geht zurück auf einen früheren Bischofssitz in Kitros im Norden des heutigen Griechenland. Er gehörte der Kirchenprovinz Thessalonica an.
| Titularbischöfe von Citrus |                            |                                                              |               |                  |
| Nr.                        | Name                       | Amt                                                          | von           | bis              |
| 1                          | Hermann von Gehrden OP     | Weihbischof in Mainz (Kurmainz)                              | 26. März 1432 | 9. November 1471 |
| 2                          | Augustinus de Serralde OFM | Weihbischof in Sigüenza (Königreich Spanien)                 | 23. März 1676 |                  |
| 3                          | Pie Eugène Joseph Neveu AA | Apostolischer Administrator von Moskau und Leningrad (UdSSR) | 11. März 1926 | 17. Oktober 1946 |
| 4                          | Adolph Marx                | Weihbischof in Corpus Christi (USA)                          | 6. Juli 1956  | 9. Juli 1965     |